# Pascal Roché
Pour les articles homonymes, voir Roché.
Pascal Roché, né le 2 décembre 1962 à Paris, est un chef d'entreprise français. Il est directeur général du groupe Ramsay Santé depuis juin 2011.

## Biographie

### Naissance et études
Pascal Roché naît en 1962 à Paris. Il réalise une formation multidisciplinaire dédiée au commerce étant diplômé d'HEC Paris mais également de l'université Paris-Panthéon-Assas (droit privé) et de l'université Paris-Dauphine (économie et stratégie) ou de l'Institut des actuaires français,.

### Carrière
Après ses études, Pascal Roché commence sa carrière dans le conseil en stratégie en 1985. Il intègre par la suite le groupe UAP (futur AXA France) en 1991 à différents postes stratégiques et de contrôle. Après plus de 10 ans à la responsabilité sur plusieurs directions opérationnelles, il devient directeur général adjoint d'Axa France Services, puis directeur des fonctions centrales et membres du comité exécutif d'Axa France.
En 2002, Pascal Roché quitte le groupe Axa pour rejoindre la banque Barclays en tant que président-directeur général pour la France puis l'Espagne,,.
En juin 2011, il devient directeur général de Générale de Santé qui deviendra Ramsay Générale de Santé en 2014 et Ramsay Santé en 2019.
En novembre 2018, à la suite d'une offre publique d'achat (OPA) réussie sur le groupe Capio AB, il devient président du conseil d'administration de Capio AB. De par sa fonction, Pascal Roché est régulièrement interrogé par les médias sur les questions du secteur de santé privé et de ses collaborations avec le secteur public, comme lors de la pandémie de Covid-19[pertinence contestée]. 
Après l'annonce du lancement du Ségur de la santé en mai 2020, Pascal Roché estime que si l'hôpital public doit être réformé, ces évolutions doivent également intégrer le rôle des hôpitaux privés.

### Autres mandats
- Il est administrateur et président du conseil d'administration d'Aviva France[11].
- Il est président du conseil d'administration de la fondation d'entreprise Ramsay Santé[12].
- Il est membre du comité exécutif de la Fédération de l'hospitalisation privée (FHP)[13].